# شبكات باراماونت الأمريكتان
شبكات باراماونت الأمريكتان (بالإنجليزية: Paramount Networks Americas)‏ (عرفت سابقًا باسم شبكات إم تي في أمريكا اللاتينية وشبكات فاياكوم الإعلامية الدولية الأمريكتان) هي قسم تابع لفاياكوم سي بي إس. يقع مقرها في ميامي، فلوريدا.

## قنوات

### أمريكا اللاتينية
- إم تي في
- نيكلوديون
- في إتش 1
- كوميدي سنترال
- إم تي في هيتس (أمريكا اللاتينية)
- إم تي في لايف إتش دي
- إم تي في دانس (أوروبا)
- نِك 2
- نيكجونيور
- نيكتونز
- في إتش ون ميجا هيتس
- في إتش 1 إتش دي
- في إتش 1 كلاسيك
- تيليفي
- تيليفي إنتيرناسيونال

### البرازيل
- إم تي في
- نيكلوديون
- كوميدي سنترال
- باراماونت نيتوورك
- إم تي في لايف إتش دي
- نيكجونيور
- في إتش 1 ميجا هيتس
- في إتش 1 إتش دي
- تيليفي إنتيرناسيونال

## المكاتب
لدى الشركة مكاتب إقليمية في:
- بوغوتا، كولومبيا (إم تي في، نيكلوديون)
- ميكسيكو سيتي، المكسيك (إم تي في، نيكلوديون في إتش 1 نيكجونيور)[1]
- بوينس آيرس، الأرجنتين (إم تي في، نيكلوديون، في إتش 1، نيكجونيور، تيليفي)
- ساو باولو، البرازيل (إم تي في، نيكلوديون، كوميدي سنترال، باراماونت نيتوورك، نيكجونيور، في إتش 1 ميجا هيتس، في إتش 1 إتش دي)